# (2729) Urumqi
(2729) Urumqi est un astéroïde de la ceinture principale.
Il a été ainsi baptisé en référence à Ürümqi, ville du Xinjiang faisant partie de la République populaire de Chine, réputée pour être la plus continentale au monde (la plus courte distance à la mer est de 2500 km).